# Musée de la maison de Rembrandt

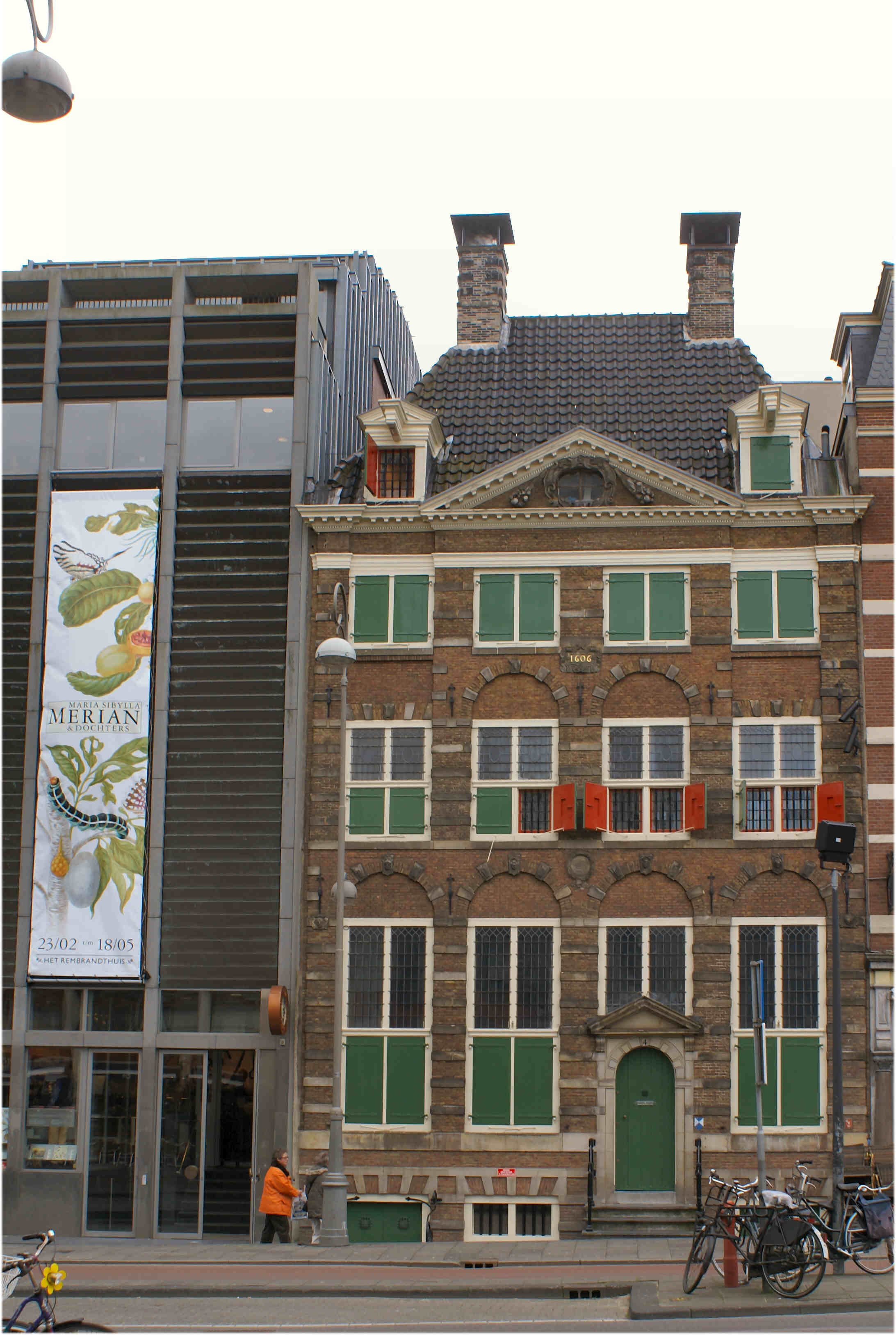
Façade extérieure.

Le musée de la maison de Rembrandt (Museum het Rembrandthuis) est une maison située sur la Jodenbreestraat, à Amsterdam, dans laquelle vécut Rembrandt de 1639 à 1656. Il s'agit désormais d'un musée qui reconstitue le lieu de vie de l'artiste et expose ses estampes ainsi que des tableaux de son entourage.

## Histoire de la maison
Elle fut construite en 1606-1607 pour Cornelis van der Voort dans la rue alors appelée Sint Anthonisbreestraat, dans le quartier juif de Jodenbuurt de l'époque où s'installaient alors de nombreux marchands et artistes, et presque adossée à celle de la famille du jeune Spinoza,. Il s'agit alors d'une maison à deux étages à pignon. Elle est entièrement remodelée en 1627-1628 quand elle reçoit une nouvelle façade, un étage supplémentaire et un fronton triangulaire, le tout certainement supervisé par Jacob van Campen.

### 1639–1658

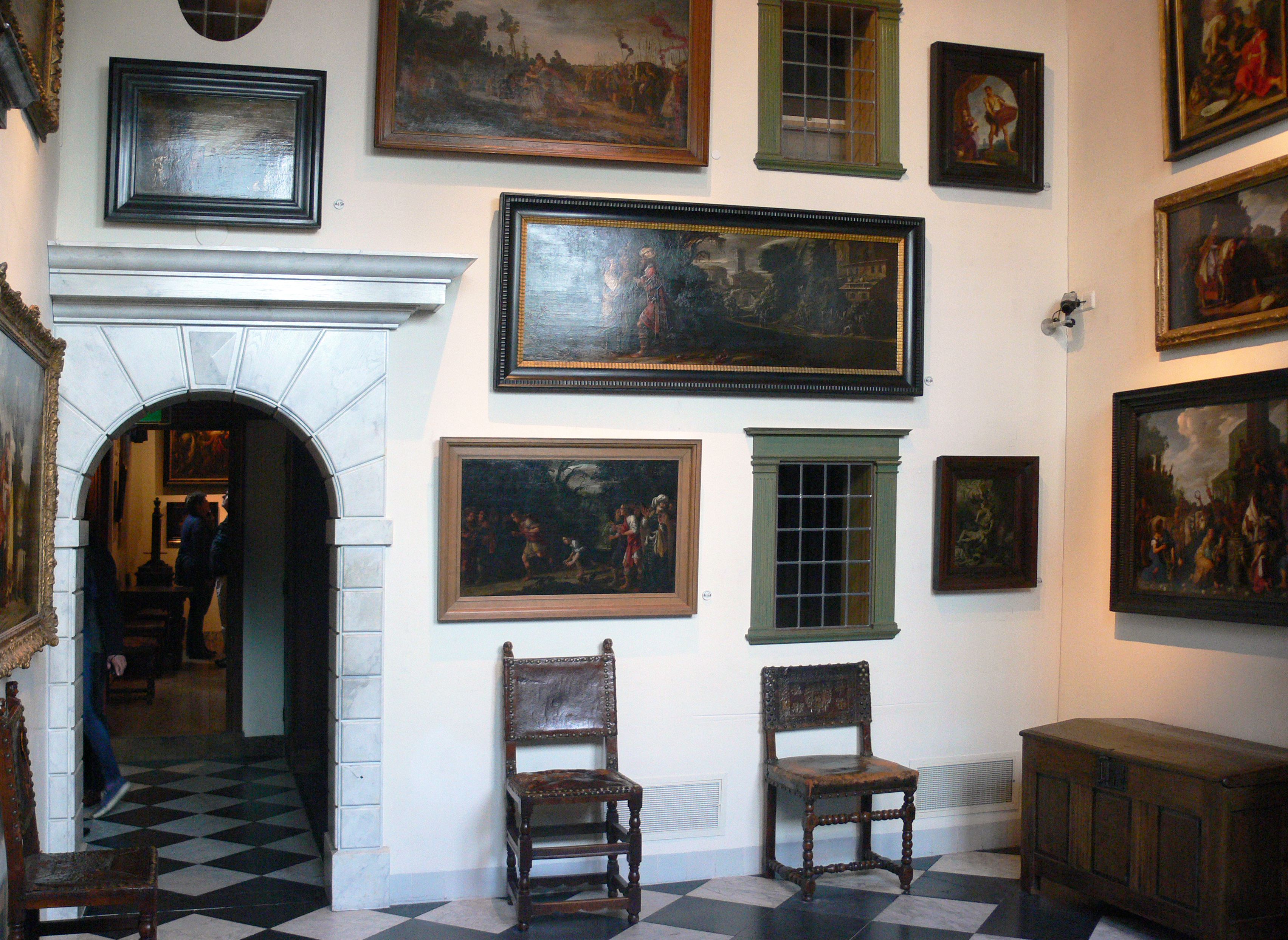
Antichambre au rez-de-chaussée.

En 1639, Rembrandt achète la maison pour 13 000 florins, somme énorme qu'il est incapable de payer en une seule fois. Il est autorisé à échelonner l'achat. Bien qu'il soit alors un artiste de bonne réputation et que ses revenus soient importants, il n'est jamais capable de rembourser ses dettes et connaît la banqueroute en 1656. On inventorie alors ses biens (dont ses collections d'art et son cabinet de curiosités), qui sont vendus au bénéfice de ses créditeurs. La maison elle-même est vendue aux enchères pour environ 11 000 florins. Rembrandt s'installe dans une petite maison qu'il loue sur le Rozengracht (en). Il y meurt en 1669.

### 1658–1911

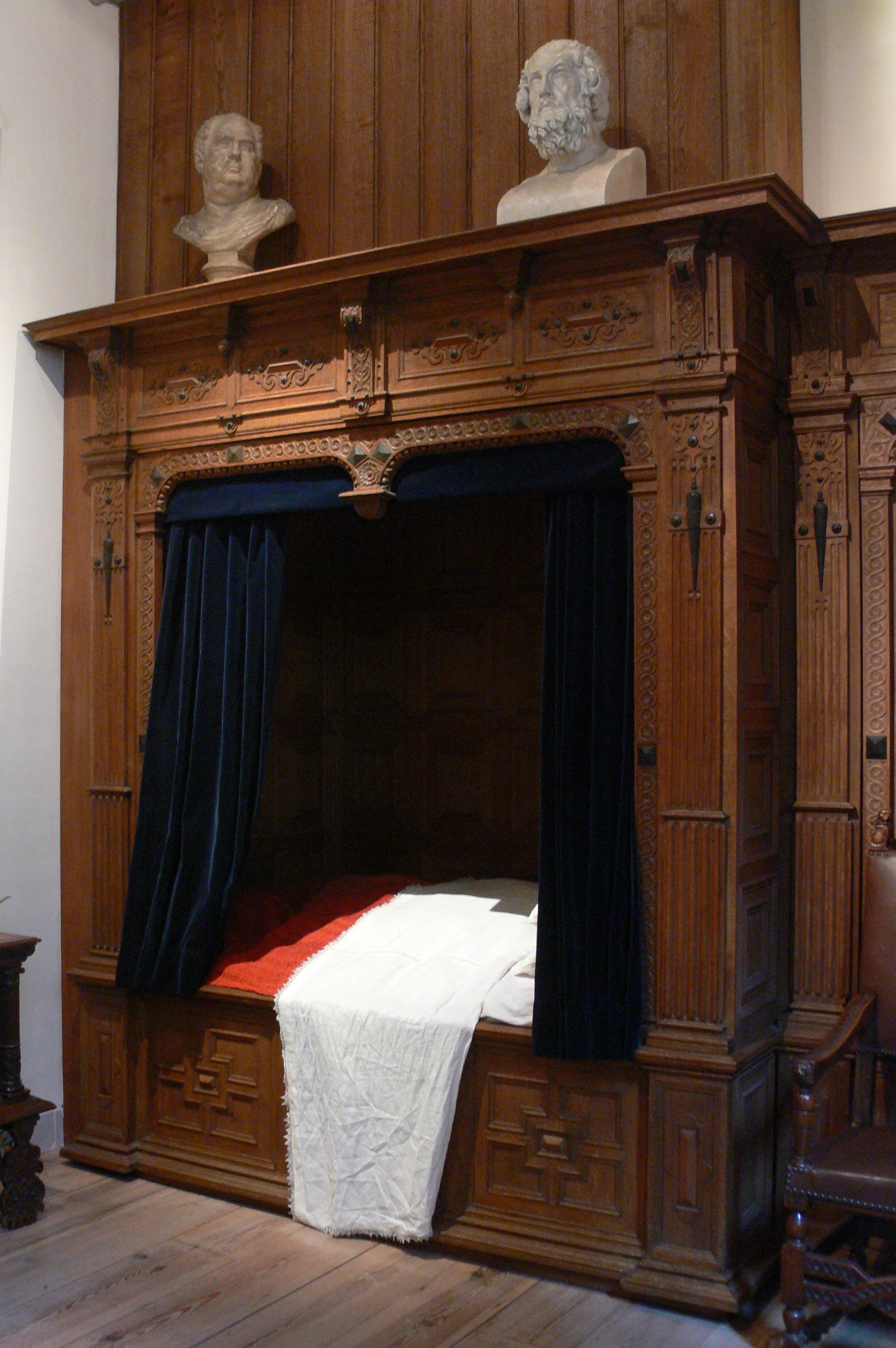
Lit de Rembrandt.

En 1660–62, la maison est étayée et séparée en deux afin de permettre de loger plusieurs familles. Elle est transformée à de multiples reprises et se dégrade lentement. Elle aurait certainement été détruite si le souvenir de Rembrandt n'avait pas demeuré.  
Une réaction a lieu à l'occasion du trois-centième anniversaire de Rembrandt en 1906. La Ville d'Amsterdam achète la maison et la confie au Stichting Rembrandthuis, fondation créée en 1907. Le conseil de la fondation décide de tenter de revenir à l'état de la maison à l'époque de Rembrandt. Ce plan ne peut cependant se réaliser : la maison est seulement rénovée par l'architecte K.P.C. de Bazel et sert d'écrin à la présentation des estampes du graveur. En 1911, la reine Wilhelmine peut inaugurer le musée.

### Depuis 1911

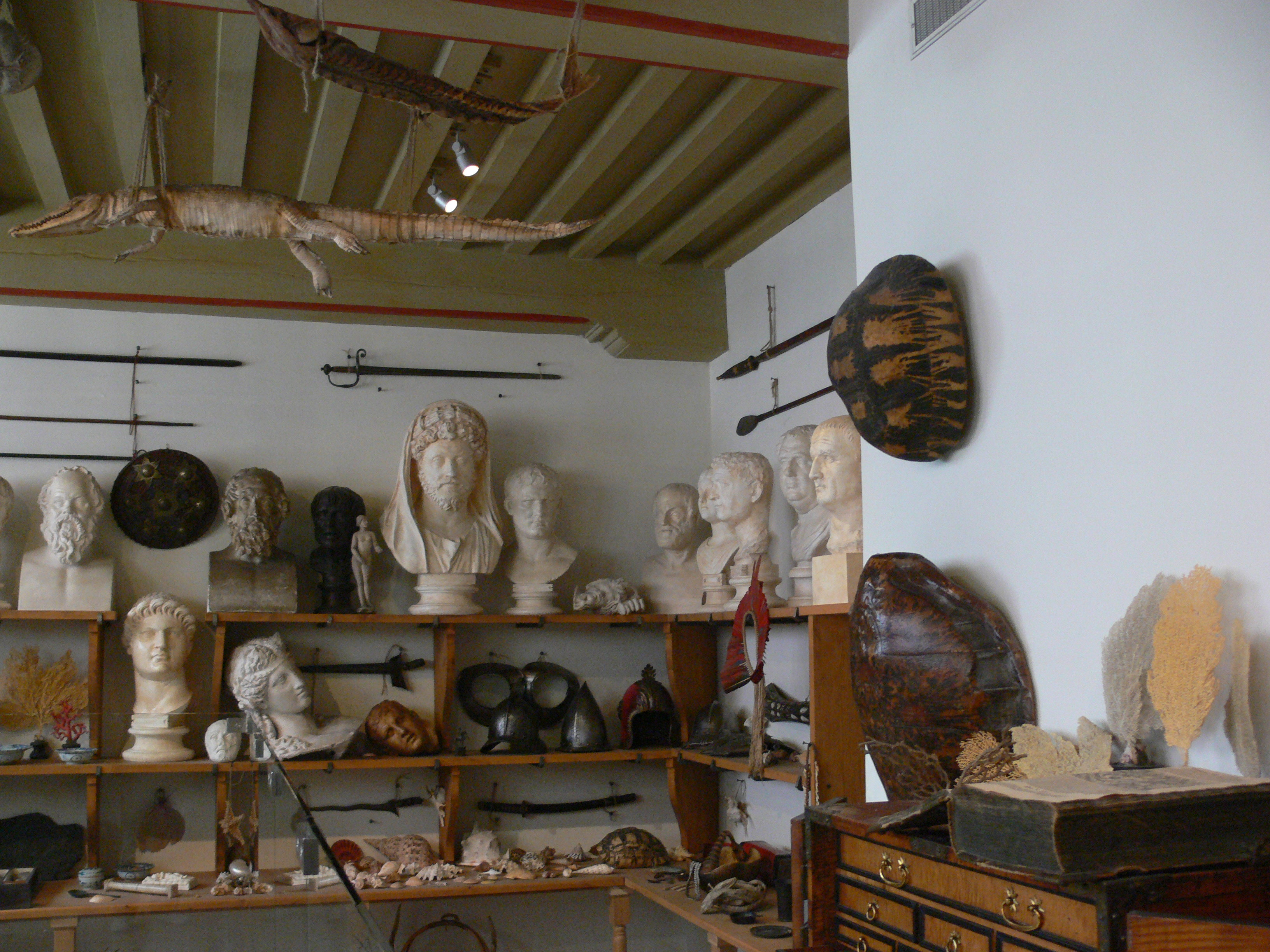
Cabinet de curiosités.

La collection d'estampe s'accroit rapidement et des expositions temporaires sont organisées mais la maison change peu. 
Les changements arrivent pendant la décennie 1990 quand la fondation peut acquérir les bâtiments contigus, permettant de construire une extension. Le nouveau bâtiment est dû aux architectes Moshé Zwarts, Rein Jansma (façade) et Peter Sas (intérieur). La nouvelle aile est ouverte le 7 mai 1998 et accueille deux espaces d'exposition, les bureaux et la bibliothèque. Ces nouveaux espaces permettent d'entièrement reprendre l'organisation de la vieille maison : l'idée de revenir à l'état des années 1650 resurgit, avec en arrière-plan un long débat théorique sur la restauration des monuments historiques et la pertinence de favoriser un état plutôt qu'un autre.
La décision est toutefois prise de restaurer l'état de Rembrandt, ce qui est fait sous la direction de l'historien Henk Zantkuijl. Les sources sont alors compilées, les plus importantes étant l'inventaire de 1626 et celui de la banqueroute de Rembrandt. Certains dessins et estampes de Rembrandt fournissent des renseignements complémentaires. La restauration est effectuée par l'architecte Maarten Neerincx : elle est achevée en 1999.

#### 2019
L'année 2019 correspond au 350e anniversaire de la mort du peintre ; le musée de la maison de Rembrandt organise à cette occasion un programme où différents événements se répartissent par thèmes de janvier à décembre : expositions, conférences, causeries, soirées événementielles.

## Différentes pièces

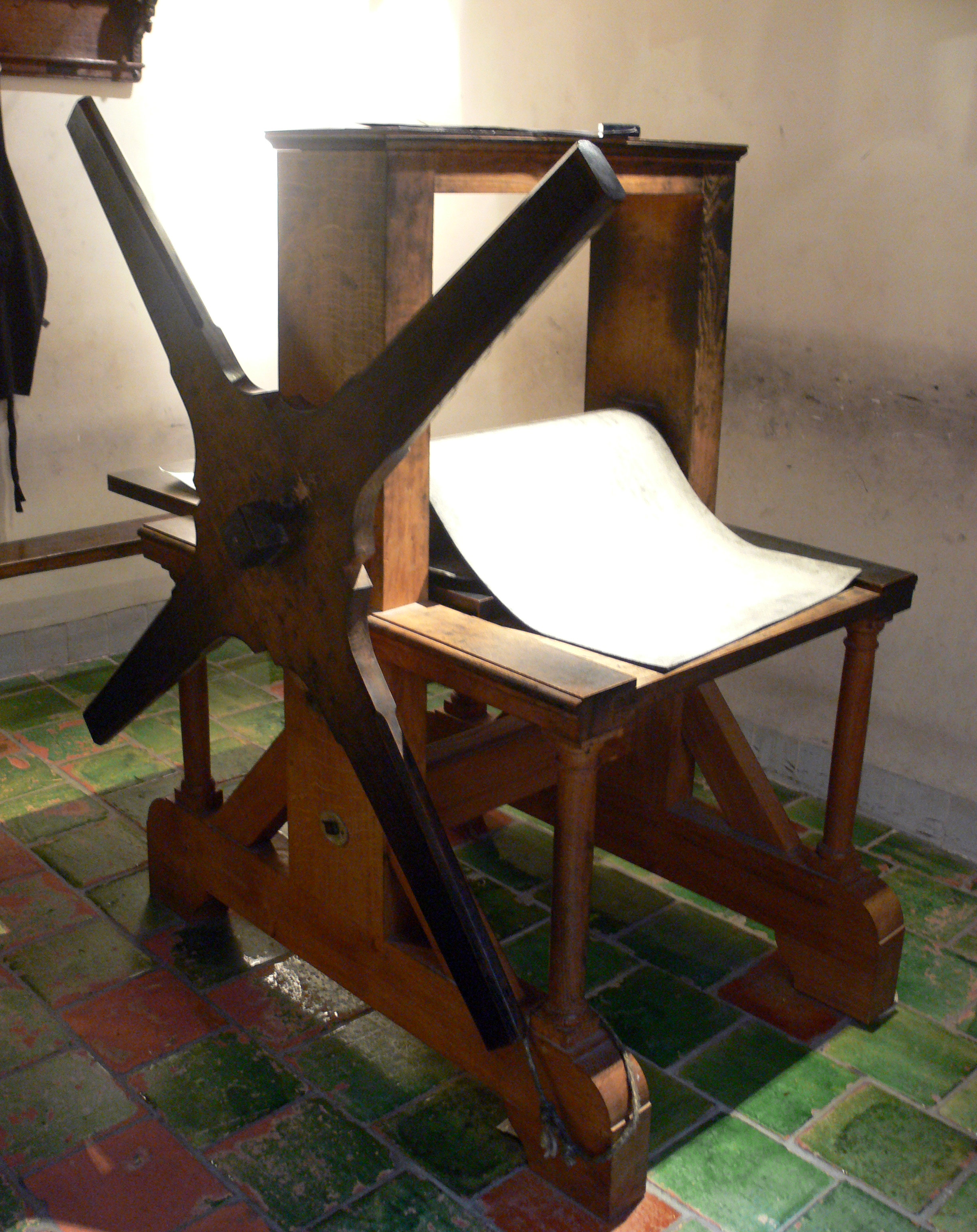
Presse à taille-douce (reconstitution) dans l'atelier.

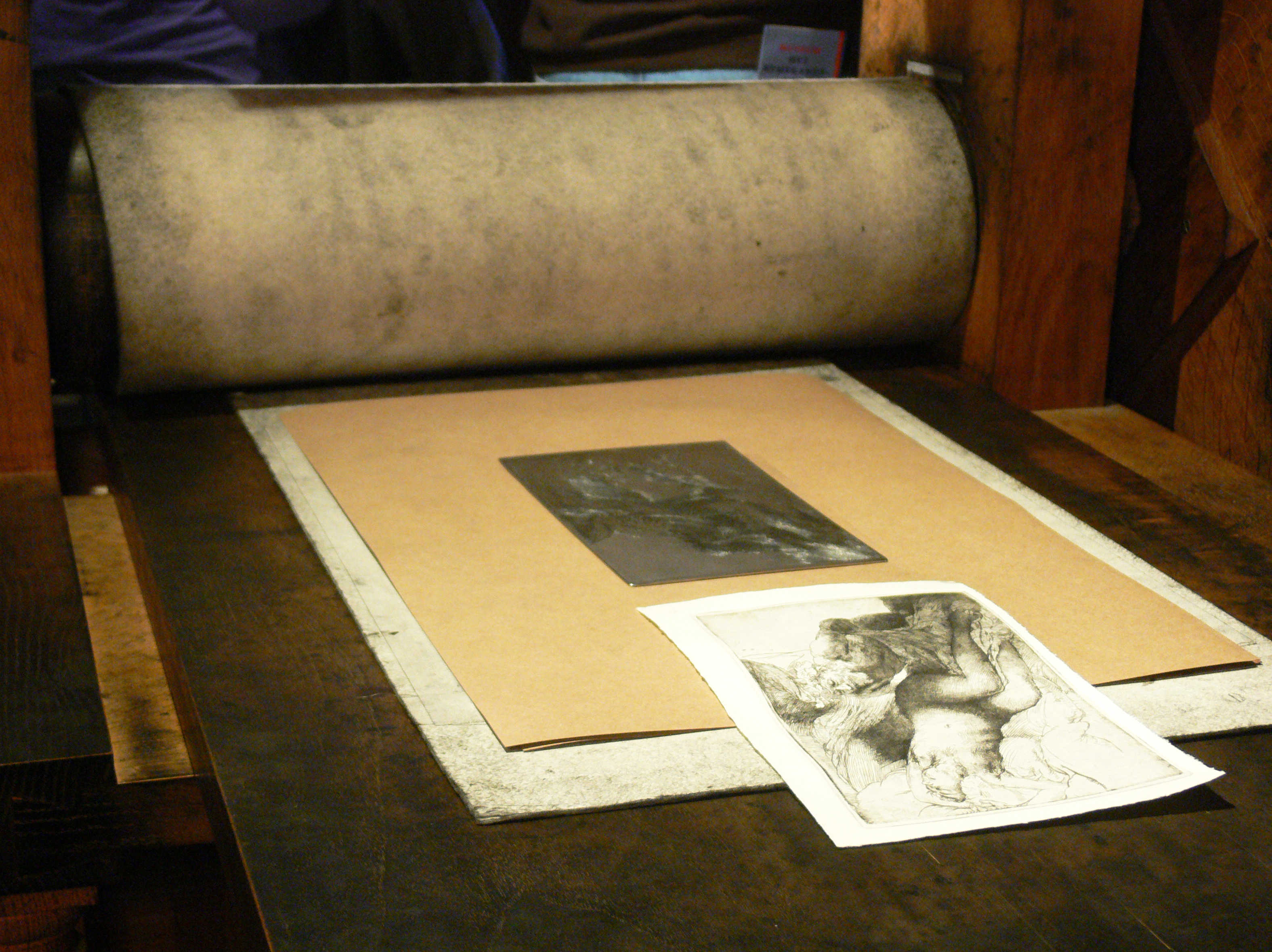
Presse avec la plaque de cuivre et l'estampe.

Le visiteur entre par la partie moderne et pénètre dans la maison proprement dite par le sous-sol. C'est là que se trouve une grande cuisine où toute la maisonnée prenaient ses repas et où dormaient les servantes. L'atelier de Rembrandt comprend une presse à taille-douce : des démonstrations sont effectuées pour permettre au visiteur de comprendre l'estampe.
Le rez-de-chaussée comprend une grande entrée et deux pièces de réception que Rembrandt utilisait comme salle d'exposition pour ses œuvres et celles des peintres qu'il vendait. Il dormait dans l'une de ces pièces. À l'étage supérieur se trouve son atelier de peinture, ainsi que son cabinet de curiosités.